# Manquillos
Manquillos è un comune spagnolo di 68 abitanti situato nella comunità autonoma di Castiglia e León, comarca di Tierra de Campos.